# Duupa jezik
Duupa jezik (ISO 639-3: dae; doupa, dupa, nduupa, saa), nigersko-kongoanski jezik iz kamerunske provincije North. Srodan je jeziku dugun [ndu] a govori ga oko 5 000 ljudi (1991 UBS).
Zajedno s jezicima dii [dur] i Dugun [ndu] čini podskupinu dii, dio šire skupine duru. 

## Vanjske poveznice
- Ethnologue (14th)
- Ethnologue (15th)